# Ferrotochilinita
La ferrotochilinita és un mineral de la classe dels sulfurs que pertany al grup de la valleriïta. Rep el nom pel mineral tochilinita i pel seu contingut en ferro.

## Característiques
La ferrotochilinita és un sulfur de fórmula química Fe2+₆(Fe2+,Mg)₅S₆(OH)10. Va ser aprovada com a espècie vàlida per l'Associació Mineralògica Internacional l'any 2011, sent publicada per primera vegada el 2013. Cristal·litza en el sistema monoclínic. La seva duresa a l'escala de Mohs és 1.
L'exemplar que va servir per a determinar l'espècie, el que es coneix com a material tipus, es troba conservat al Museu Mineralògic Fersmann, de l'Acadèmia de Ciències de Rússia, a Moscou (Rússia), amb el número de registre: 4058/1.

## Formació i jaciments
Va ser descoberta a Rússia, concretament a la mina Oktyabrsky, situada al dipòsit de coure i níquel de Talnakh, a la localitat de Norilsk (Krai de Krasnoiarsk, Rússia). Aquesta mina russa és l'únic indret de tot el planeta on ha estat descrita aquesta espècie mineral.